# Масире, Кветт Кетумиле
Сэр Кветт Кетумиле Джони Масире (англ. Quett Ketumile Joni Masire; 23 июля 1925, Канье, Ботсвана — 22 июня 2017, Габороне, Ботсвана) — государственный деятель Ботсваны, второй президент Ботсваны с 13 июля 1980 по 31 марта 1998 года.

## Юность и начало политической карьеры
Кветт Масире родился в 1925 году в Канье, став первенцем в семье местного скотовладельца. До 13 лет занимался выпасом скота, лишь затем начав посещать школу, однако в годы учёбы продемонстрировал такие способности, что в 1944 году получил государственную стипендию на продолжение образования в средней школе Тайгер-Клоф в ЮАР. После смерти родителей в 1946 году он отказался от планов поступления в университет и вместо этого продолжил учёбу в Тайгер-Клоф, получив диплом учителя в 1949 году и взяв на себя после этого заботу о пяти младших братьях и сёстрах.
В 1950 году Масире стал одним из основателей и первым директором средней школы имени Сепатицо II — первой школы, предлагавшей среднее образование в регионе Баквангеце. На посту директора школы он боролся со вмешательством местного вождя (кгоси) Батуна II в школьные дела и стал убеждённым защитником автономии государственных школ протектората Бечуаналенд от племенных властей. В то же время он сохранял живой интерес к сельскому хозяйству и оставил преподавание в 1955 году после того, как смог позволить себе приобретение трактора. Внедряя новые методы хозяйствования на своём участке, Масире добился высоких урожаев и в 1957 году стал первым африканцем, получившим диплом магистра земледелия. К этому моменту он зарекомендовал себя как общественный деятель и регулярно избирался в различные местные комиссии, а в 1958 году стал издателем газеты African Echo/Naledi ya Batswana, что принесло ему более широкую известность. Вскоре после этого он был избран в региональный совет округа Нгвакеце, Африканский совет и Законодательный совет (два последних были общими структурами всего протектората).

## Функционер Демократической партии, министр и вице-президент
Несмотря на интерес, проявленный Масире к Народной партии Бечуаналенда в начале её деятельности в Канье, он отказался к ней присоединиться, в 1961 году став членом Демократической партии Бечуаналенда на первых этапах её формирования и её первым генеральным секретарём. Лидер партии, Серетсе Кхама, рассматривал Масире как её ведущего представителя и агитатора в южных регионах. Масире использовал свою сеть газетных корреспондентов для наращивания численности членов партии и усиления её влияния. Параллельно он стал издавать также партийную газету Terisanyo a Botswana. «Исторический словарь Ботсваны» сообщает, что с самого начала вокруг Масире в партии сфокусировалась фракция сторонников меритократии и правительства, формируемого из общественных активистов.
В 1966 году, после обретения Ботсваной суверенитета, Масире был избран в её парламент, а затем был назначен министром финансов и планирования, а также вице-президентом, став первым человеком, занимающим этот пост. При нём была принята программа преодоления экономической отсталости, в основу которой легло привлечение экономистов-экспатриантов. Иностранная помощь, займы и доходы от горнодобывающей промышленности были направлены на развитие образования, здравоохранения, энергетической и транспортной инфраструктуры; развивающиеся отрасли промышленности получили государственную защиту. Программа развития коммерчески успешного сельского хозяйства и достижения государственной самодостаточности в производстве продуктов питания, развиваемая в этот же период, оказалась менее успешной. В то же время программы Масире по ускоренному развитию плодородных земель и поддержке скотоводческих хозяйств помогли Ботсване успешно пережить засушливые годы. В качестве министра финансов он следил за тем, чтобы затратная часть государственного бюджета была разумной, не допуская излишних трат. Экономическая деятельность Масире вызывала недовольство племенной верхушки Ботсваны, выходцем из которой был и президент Кхама. Однако, несмотря на требования отставки Масире, Кхама продолжал ему доверять и плодотворно с ним сотрудничать, даже после того, как в 1969 году тот проиграл очередные парламентские выборы своему старому противнику Батуну II. В 1974 и 1979 году Масире снова сумел пройти в парламент, победив в округе Бангвакеце, и укрепил свои позиции в руководстве страны и популярность в обществе.

## Второй президент Ботсваны
В 1980 году, после смерти Кхамы, Масире уверенно выиграл партийные выборы и до конца неоконченного срока президентства Кхамы занимал президентское кресло, в 1984 году победив на всеобщих выборах уже самостоятельно. Он оставался президентом до 1998 года, продолжая выигрывать выборы каждые четыре года, прежде чем национальное законодательство ограничило максимальное время на посту президента двумя пятилетними сроками.
В период президентства Масире экономика Ботсваны продолжала развиваться, а благосостояние населения росло. Правительство Масире продолжало усиленные инвестиции в развитие инфраструктуры и сферы социальных услуг. Укрепились позиции таких ключевых общественных институтов как Независимая избирательная комиссия, должность омбудсмена и Управление по борьбе с коррупцией и экономическими преступлениями. В эти годы для страны был характерен уверенный быстрый экономический рост и политическая стабильность. На международном уровне Масире возглавлял Общество развития Южной Африки и Всемирную коалицию за Африку и занимал пост вице-председателя Организации африканского единства (ОАЕ). Его роль в урегулировании конфликта между Лесото и Заиром принесла ему прозвище «Мазаире». В 1991 году Масире был произведён в рыцарское достоинство королевой Великобритании Елизаветой II. В то же время его правительство критиковалось за фаворитизм, коррупцию и внутренние интриги (в частности, борьбу за наследование власти после предстоящего ухода в отставку самого Масире), а также за запоздалую реакцию на эпидемию СПИДа.

## После отставки
В 1998 году Масире ушёл в досрочную отставку, новым президентом стал вице-президент страны Фестус Могае. После ухода в отставку Масире вернулся к занятиям земледелием, но часто выступал как дипломат на международном уровне. В частности, он возглавлял сформированную ОАЕ в 1999—2000 годах международную коллегию по расследованию геноцида 1994 года в Руанде, а в Демократической Республике Конго выступал как посредник между фракциями. Его усилия способствовали формированию коалиционного правительства в 2003 году и принятию новой конституции в 2006 году. В 2007 году он был назначен посредником послевыборного диалога в Лесото от Общества развития Южной Африки. В 2010 году он возглавлял наблюдательные миссии ОАЕ и Национального демократического института на выборах в Эфиопии и Нигерии. В последние годы жизни он выступал посредником между враждующими сторонами в ходе кризиса в Мозамбике, последовавшего за выборами 2014 года, результаты которых отказалась признать партия РЕНАМО. Во внутренней политике Масире постепенно стал заметным критиком текущего курса Демократической партии, функционеры которой характеризуют его как оппозиционера и виновника раскола в партии, приведшего к формированию в 2010 году Ботсванского движения за демократию.
От жены, Глэдис Олебиле, у Кветта Масире родились шестеро детей. Одна из его дочерей, Секгоа, представляла Ботсвану в Содружестве наций, занимая пост заместителя генерального секретаря. Масире умер в больнице «Бокамосо» в Габороне 22 июня 2017 года в возрасте 91 года.